# Gültekin Oransay
Gültekin Oransay (* 9. September 1930 in Berlin; † 20. November 1989 in İzmir) war ein türkischer Musikwissenschaftler, Historiker und Sprachforscher. Er war Professor und Vizedekan an der Ägäis-Universität in Izmir.

## Biografie
Gültekin Oransay verbrachte seine Kindheit in Deutschland, da sein Vater Bekir Sıtkı Oransay in Deutschland studierte. Zusammen mit seiner Mutter Keriman (Karina) Oransay kehrte die ganze junge Familie 1932 in die Türkei zurück.
Oransay absolvierte die Mittelschule und die Gymnasialstufe am Ankara College. Während seines Studiums an der Fakultät für Sprache, Geschichte und Geographie in Ankara dominierte seine Leidenschaft für Musik und er begann 1950 ein Studium am staatlichen Konservatorium in Ankara in der Fachrichtung Komposition. Nach Abschluss des Studiums ging er nach Deutschland. Er promovierte 1962 an der Fakultät für Philosophie der Universität München in Musikwissenschaft.
Nach seiner Rückkehr in die Türkei wurde er Direktor und Fachlehrer am Staatlichen Konservatorium in Ankara, leitete den Auslandssprachendienst des Rundfunks in Ankara und wurde im Bildungsministerium Generaldirektor und Abteilungsleiter für Schöne Künste. Während dieser Zeit erforschte er im Rahmen von Kompilationstouren die türkische traditionelle Musik in den Regionen Kars und Gaziantep. Oransay wurde 1971 Dozent und Associate Professor an der Universität Ankara. Er wurde dort der Leiter der Theologischen Fakultät.
Im Jahr 1976 zog er nach Izmir um und gründete dort an der Ägäis-Universität an der Fakultät für Bildende Künste die Abteilung für Musikwissenschaft. 1978 wurde er ordentlicher Professor und diente auch als Vizedekan an derselben Schule. Im Jahr 1989 verstarb er an einem Herzinfarkt.
Oransay war bekannt für seine Leidenschaft für das Bücherlesen sowie für sein umfangreiches fachübergreifendes Allgemeinwissen. Oransay veröffentlichte Publikationen über polyphone Musik sowie musikwissenschaftliche Forschungen zur türkischen traditionellen Musik. Er sprach Deutsch, Englisch, Arabisch, Persisch und osmanisches Türkisch. Er fertigte auch Übersetzungen an, zum Beispiel Osmanoğulları (Mehmed Sureyyas Sicill-i Osmanisi).
Nach dem Tod von Oransay spendete seine Familie dessen umfangreiche private Bibliothek der Bilkent-Universität Ankara und der Fakultät für Musikwissenschaften an der Dokuz Eylül Universität für bildende Künste in Izmir.

## Publikationen
(Auszug aus 57 Publikationen in 2 Sprachen)
1. „Bağdarlar geçidi: ikiyüzkırk ustanın yaşam öykülerinden örülmüş bir uluslararası sanat küğü tarihi“  (Bağdarlar Kreuzung: Die Geschichte einer internationalen Kunstkirche, die auf dem Lebenswerk von 240 Meistern beruht.)
2. „Atatürk ve küğ“, İzmir: Küğ Yayını, 1985. (Atatürk und Sie)  (Anmerkung: das Wort küğ (Sie) wird hier vom Autor als Bezeichner für müzik (Musik) verwendet.)
3. „Die melodische Linie und der Begriff Makam der traditionellen türkischen Kunstmusik vom 15. bis zum 19. Jahrhundert“, Ankara: Ankara Basimevi, 1966, Ankaraner Beiträge zur Musikforschung
4. „Die traditionelle türkische Kunstmusik“ Ankara: Küğ Yayını, 1964